# Acrotomus succinctus
Acrotomus succinctus är en stekelart som först beskrevs av Johann Ludwig Christian Gravenhorst 1829.  Acrotomus succinctus ingår i släktet Acrotomus och familjen brokparasitsteklar. Arten är reproducerande i Sverige. Inga underarter finns listade i Catalogue of Life.